# Наїп
Наїп – газоконденсатне родовище на північному сході Туркменістану. За міжнародною класифікацією відноситься до категорії гігантських.
Поклади вуглеводнів родовища пов’язані із відкладами нижньої крейди (аптський ярус, неоком), верхньої юри (титонський ярус), верхньої/середньої юри (оксфордський/келовейський яруси) та середньої/нижньої юри. Глибина залягання покрівлі продуктивних пластів від 1749 до 2934 метра. За типом поклади відносяться до пластових, пластових літологічно екранованих та масивно-пластових. Як колектори у нижньокрейдових та середньо/нижньоюрських відкладах виступають пісковики, а для верхньоюрських та верхньо/середньоюрських відкладів – карбонати. Пористість коливається в межах 11 до 23%.
Початкові видобувні запаси Наїп оцінили у 165 млрд м3 газу та 4,2 млн тонн конденсату.
Родовище відкрили у 1970 році та ввели в експлуатацію вже у 1972-му із видачею продукції по перемичці до системи Середня Азія – Центр на ділянці черг I та II (наразі в Туркменістані перемичка від Наїп та зазначені черги іменуються газопровід Наїп – Дер’ялик).
В 1998-му в районі родовища почав роботу газопереробний завод Наїп, а в 2012-му ввели в дію дожимну компресорну станцію «Наїп», для якої Сумське НПО постачило два компресорні агрегати типу ТКА-Ц-8С/1,0-4,6.